# JEF United Ichihara Chiba
JEF United Ichihara Chiba (jap. ジェフユナイテッド市原・千葉 Jefu Yunaiteddo Ichihara Chiba) – japoński klub piłkarski grający obecnie w J2 League. Klub ma siedzibę w mieście Chiba, leżącym w prefekturze o tej samej nazwie.
1 lutego 2005 klub zmienił nazwę z JEF United Ichihara na obecną. Pierwszy człon nazwy JEF jest skrótem od sponsorów klubu – JR East oraz Furukawa Electric, natomiast drugi człon United reprezentuje jedność pomiędzy klubem a miastem. Do 2003 roku siedzibą klubu było miasto Ichihara, a od tego czasu jest nią dużo większa Chiba. Domowe mecze drużyna rozgrywała na stadionie Ichihara Seaside Stadium w Ichiharze, jednak po przenosinach do Chiby zdecydowano się także zmienić obiekt domowy i obecnie zespół gra na dużo nowocześniejszym Fukuda Denshi Arena, który może pomieścić około 20 tysięcy widzów. Obiektem treningów piłkarzy jest Footpark Anesaki w Ichiharze.

## Historia klubu
Klub powstał w 1946 jako Furukawa Electric Soccer Club, czyli zakładowy klub korporacji Furukawa Electric. Po założeniu występował w Japońskiej Pierwszej Lidze, z której to jako jedyny zespół w historii nie został nigdy relegowany o klasę niżej. Drużyna dwukrotnie wygrywała mistrzostwo kraju, czterokrotnie zdobywała Puchar Cesarza oraz trzykrotnie JSL Cup. W 1987 Furukawa wygrała Azjatycką Ligę Mistrzów, najważniejszy puchar w azjatyckiej piłce klubowej.
W 1991 roku doszło do fuzji z JR East Company i klub zmienił nazwę na East Japan JR Furukawa Football Club, a w 1993 po utworzeniu J-League na JEF United Ichihara. Największą gwiazdą zespołu na początku lat 90. był mistrz świata z 1990 Niemiec Pierre Littbarski. W latach 1998–2000 zespół JEF należał do jednych z najsłabszych w lidze i co roku bronił się przed spadkiem z Division 1. Dopiero po zatrudnieniu w 2003 roku Bośniaka Ivicy Osima na stanowisku trenera, zespół stał się kandydatem do czołowych miejsc. 16 lipca 2006 Osim zrezygnował ze stanowiska i został selekcjonerem reprezentacji Japonii, a jego miejsce zajął jego syn Amar Osim, który poprzednio był jego asystentem.

## Występy w J-League
- 1993 – 8. miejsce
- 1994 – 9. miejsce
- 1995 – 5. miejsce
- 1996 – 9. miejsce
- 1997 – 13. miejsce
- 1998 – 16. miejsce
- 1999 – 13. miejsce
- 2000 – 14. miejsce
- 2001 – 3. miejsce
- 2002 – 7. miejsce
- 2003 – 3. miejsce
- 2004 – 4. miejsce
- 2005 – 4. miejsce
- 2006 – 11. miejsce
- 2007 – 13. miejsce
- 2008 – 12.miejsce

## Sukcesy

### Furukawa Electric
- Japońska Pierwsza Liga: (2) 1976, 1985
- Puchar JSL:  (3) 1977, 1982, 1986/1987
- Puchar Cesarza: (4) 1960, 1961, 1964, 1976
- Azjatycka Liga Mistrzów: (1) 1986/1987

### JEF United Ichihara / JEF United Ichihara Chiba
- Puchar ligi (2): 2005
- Puchar Ligi: 2006.

## Trenerzy
- od 2006 Amar Osim
- 2003–2006 Ivica Osim
- 2002 Jozef Vengloš
- 2000–2001 Zdenko Verdenik
- 1999–2000 Nicolae Zamfir
- 1999 Gert Engels
- 1997–1998 Jan Versleijen
- 1996 Yasuhiko Okudera
- 1994–1995 Eijyun Kiyokumo
- 1992–1994 Yoshikazu Nagai